# Samson François
Samson François (n. 18 mai 1924, Frankfurt am Main, Republica de la Weimar – d. 22 octombrie 1970, Paris, Franța) a fost un pianist concertist și compozitor francez. A fost interesat de jazz și a compus pentru celebra cântăreață de jazz Peggy Lee.